# Platysenta stelligera
Platysenta stelligera är en fjärilsart som beskrevs av Achille Guenée 1852. Platysenta stelligera ingår i släktet Platysenta och familjen nattflyn. Inga underarter finns listade i Catalogue of Life.